# Menispora uncinata
Menispora uncinata är en svampart som beskrevs av S. Hughes & W.B. Kendr. 1968. Menispora uncinata ingår i släktet Menispora och familjen Chaetosphaeriaceae.   Inga underarter finns listade i Catalogue of Life.